# Welcome Air
A Welcome Air egy osztrák légitársaság.

## Célállomások
Innsbruckből Grazba, Hannoverbe, Göteborgba, Stavangerbe és Kristiansandba indít járatokat.

## Charterjáratok

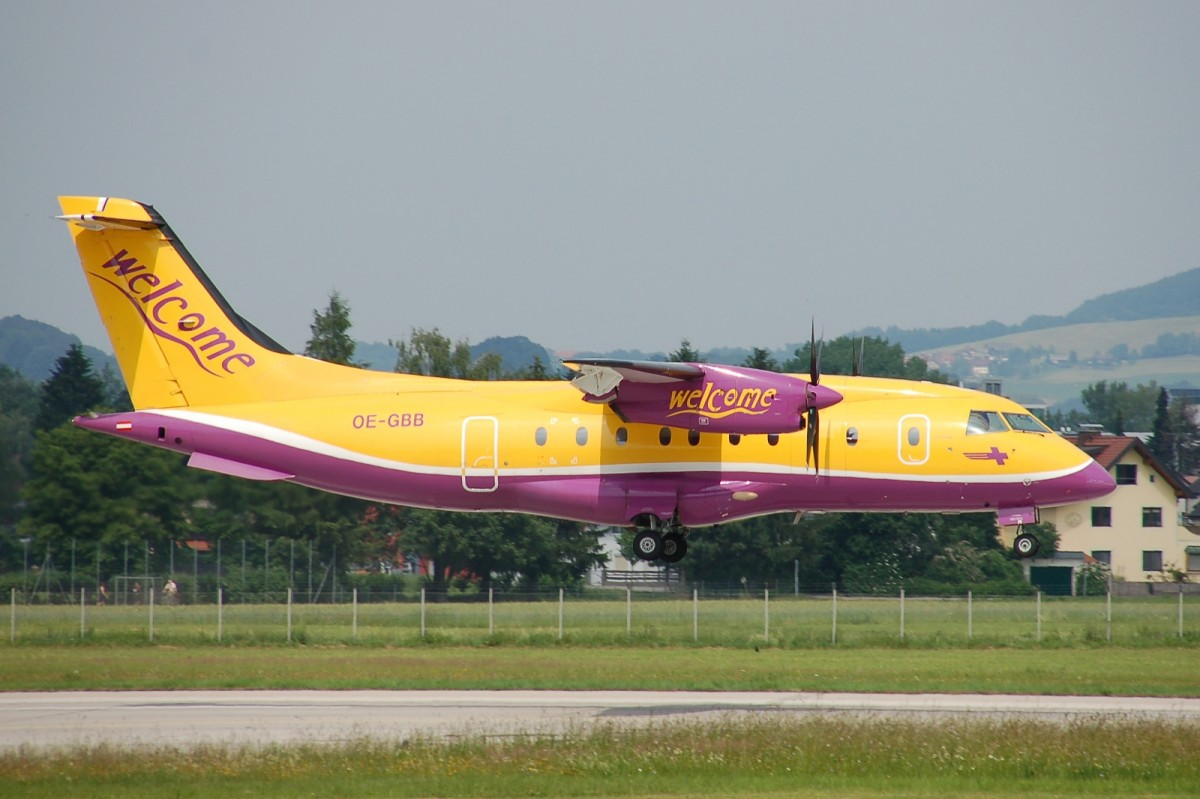
Dornier 328-110

A légivállalat gépei nyaranta láthatóak a nizzai, az algheroi, az olbiai, a rotterdami és az antwerpeni repülőtéren, valamint korábban (az Audi gyár bérlésében) Győrött.

## Flotta
- 2 db Dornier 328-110
- 1 db Dornier 328Jet

## Külső hivatkozások
- www.welcomeair.com